# Algabal

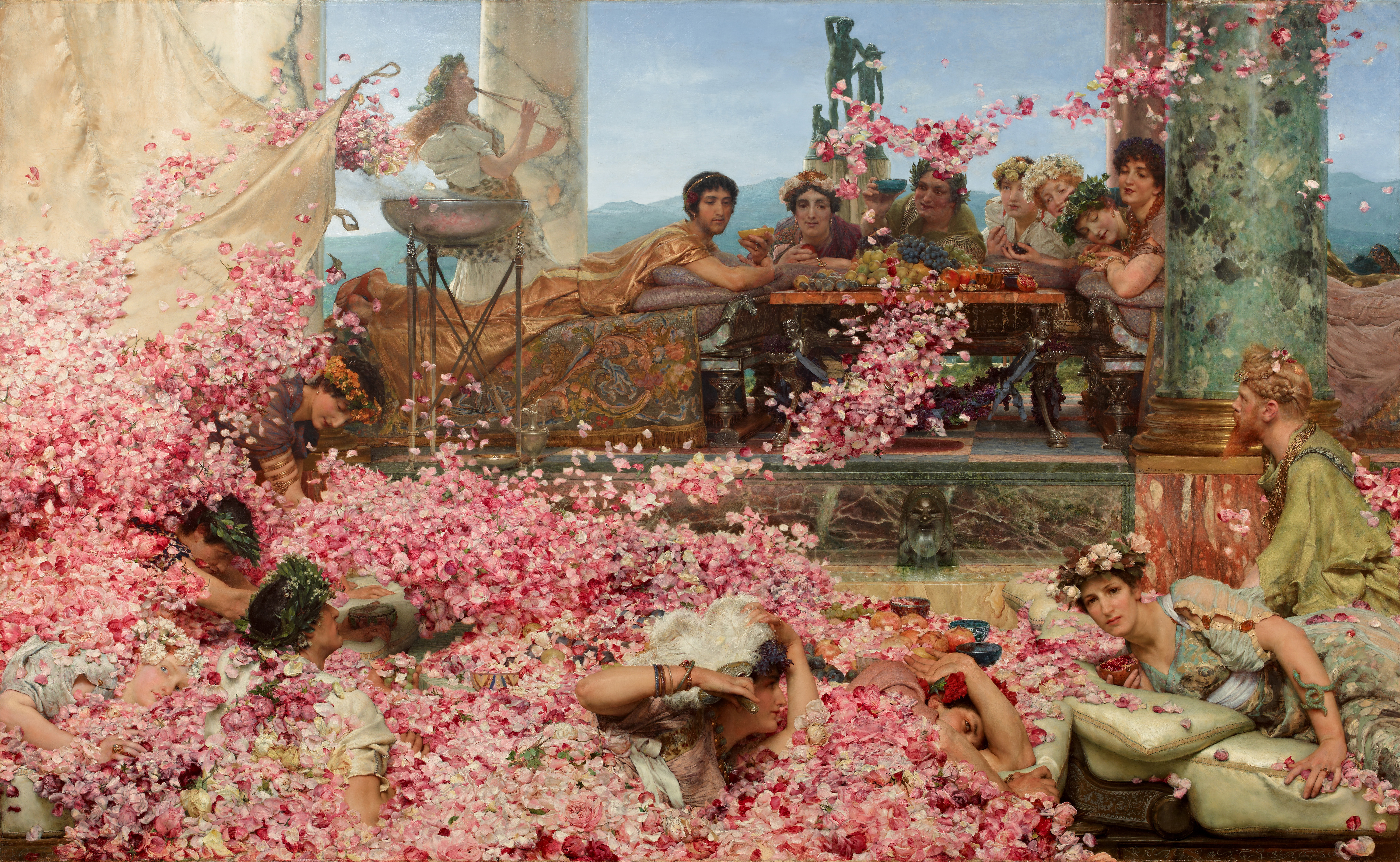
Róże Heliogabala, Lawrence Alma-Tadema

Algabal – dzieło niemieckiego poety symbolisty Stefana Georgego wydane w 1892. Poemat składa się z dziewięciu wierszy i epilogu pod tytułem Widok ptaków. Treść utworu nawiązuje do postaci cesarza Heliogabala znanego z homoseksualno-orgiastycznych skłonności. Jak napisał o poemacie niemiecki krytyk literacki Fryderyk Gundolf: George jest tutaj szczytem i punktem końcowym owej sztuki poetyckiej, o której marzyli Flaubert, Baudelaire, Mallarmé, Huysmans.... Publikacja utworu stała się przyczyną licznych kontrowersji i dyskusji na temat orientacji seksualnej autora. Poemat zadedykowany został Albertowi Saint-Paulowi i Ludwikowi II Bawarskiemu.
Głównym tematem dzieła jest świat przeżyć estetycznych, jaki stworzył wokół siebie Heliogabal. Postawa cesarza jest okrutna i bezduszna względem ludzkiej krzywdy, a jednocześnie wrażliwa na piękno; śmierć niewolnika traktuje jako inspirację do dzieła sztuki, a widok zwłok brata skłania go do kontemplacji kontrastu barwy krwi, skóry, światła i posadzki. Z tego powodu poemat jest często interpretowany jako refleksja nad modernistycznym estetyzmem i kultem sztuki dla sztuki. W takim odczytaniu Algabal staje się dziełem analogicznym do Herodiady Stéphane’a Mallarmégo. Drugi tor interpretacji zwraca się ku przemyśleniom na temat miejsca moralności, dobra i zła w modernistycznej sztuce, której nadrzędnym celem było wywołanie wrażeń estetycznych i bezstronne odbicie nagiej duszy.